# Rosalind Franklin (rymdfordon)
Strövaren Rosalind Franklin, tidigare känd som ExoMars-rovern, är ett fordon tänkt att skickas till planeten Mars av ESA. Den liknar de amerikanska föregångarna Spirit och Opportunity. Strövaren och kretsaren Trace Gas Orbiter är två delar av ESA:s ExoMars-program som syftar till att undersöka villkoren för liv på Mars.

## Uppdraget
En första uppskjutning inom ExoMars-programmet skedde 2016 när Trace Gas Orbiter nådde omloppsbana. Testlandaren Schiaparelli kraschade vid landningen.
Uppskjutningen är planerad till augusti-oktober 2022, med ankomst och landning på planeten år 2023. För att vidarebefordra radiosignalerna från rovern till jorden kommer man använda NASA:s Mars Reconnaissance Orbiter och ESA:s Mars Express.